# 坂本朋彦
坂本 朋彦（さかもと ともひこ、1966年12月7日 - ）は、NHKのディレクター、元アナウンサー。

## 人物
東京都立広尾高等学校、慶應義塾大学文学部英米文学専攻卒業後、1990年NHKに入局。報道番組から情報番組まで数多くの番組を担当。2014年6月の定期異動時期にNHKアナウンスルームのホームページから公式プロフィールが削除される。
アナウンサー時代から映画好きを公言していたが、2014年10月22日の『私も一言!夕方ニュース』にプレミアムシネマ担当ディレクターとして出演し、第27回東京国際映画祭についての解説を行った。その後も度々テレビ、ラジオ番組に出演し、映画関連のコメントをしている。

## 現在の担当番組
- プレミアムシネマへようこそ（2015年2月 - 、BSプレミアム） - ナビゲーター

## 過去の担当番組
山口放送局時代（1990年度 - ）
北九州放送局時代
名古屋放送局時代
水戸放送局時代（ - 2002年度）
- NHKニュースおはよう日本・関東甲信越（リポーター、不定期）
- 首都圏いきいきワイド（リポーター、不定期）

東京アナウンス時代（1度目）（2003年度 - 2005年度）
- 週刊首都圏ニュース（2003年4月 - 2003年9月）
- 芸術劇場（2002年4月 - 2004年3月）
- こんにちはいっと6けん（土曜日のみ、2003年4月 - 2004年3月）
- NHKニュース10（2004年4月 - 2005年3月） - フィールドキャスター
- お元気ですか日本列島
  - 「ハツラツ道場」三代目道場主（2005年4月 - 9月）
- 永井多恵子のあなたとNHK（2005年10月 - 2006年3月）
- 生中継 ふるさと一番!（2005年10月 - 2006年3月） - 首都圏リポーター

仙台放送局時代（2006年度 - 2009年度）
- てれまさむね（2006年4月 - 2010年3月26日） - メインキャスター

日本語センター出向時代（2010年度 - 2014年5月）
- お元気ですか日本列島
  - キャスター（2010年3月29日 - 2011年3月9日）
- NEWS WEB 24（2012年1月12日） - ナレーター（ニュースリーダー）
- NHKニュース24（2011年4月5日 - 2012年3月31日）
- ニュースウオッチ9（2011年4月4日 - 2012年3月30日） - ニュースリーダー
- NHKニュース 平日22時50分の関東甲信越向けニュース・気象情報（2011年4月4日 - 2012年3月30日）
- NHKジャーナル（2012年4月2日 - 2014年3月28日、ラジオ第一）[2]。
- 深夜の緊急時対応
- 第46回衆議院議員総選挙 開票速報（2012年12月17日、ラジオ第一・FM） - 第二部メインキャスター
- NHK BSニュース
- 開幕! 東京国際映画祭（BSプレミアム） - 司会
  - 開幕! 第27回東京国際映画祭（2014年10月27日）
  - 開幕! 第28回東京国際映画祭（2015年10月25日）